# Villefavard
Villefavard település Franciaországban, Haute-Vienne megyében. Lakosainak száma 164 fő (2022. január 1.). Villefavard Châteauponsac, Dompierre-les-Églises, Droux és Rancon községekkel határos.

## Népesség
A település népessége az elmúlt években az alábbi módon változott:
| Lakosok száma | 155  | 158  | 163  | 158  | 158  | 159  | 162  | 163  | 164  |
|               | 2013 | 2015 | 2016 | 2017 | 2018 | 2019 | 2020 | 2021 | 2022 |